# Col de Braus
Der Col de Braus ist ein Gebirgspass in den französischen Seealpen im Département Alpes-Maritimes der Region Provence-Alpes-Côte d’Azur.
Er verbindet Sospel mit L’Escarène; die Passhöhe liegt auf 1002 m über dem Meeresspiegel. Der Pass wird vom 5938 Meter langen Tunnel du Col Braus der Tendabahn unterquert. Der Col de Braus war ein wichtiger Durchtrittspunkt auf der ehemaligen Salzstraße von Nizza nach Turin.

## Auffahrten
Die Westauffahrt von L’Escarène weist auf einer Länge von 10 Kilometern eine durchschnittliche Steigung von 6,6 % auf. Im unteren Teil verläuft die Strecke der D2204 entlang des Ruisseau de Redebraus und führt dabei durch die Gemeinde Touët-de-l’Escarène. Im mittleren Abschnitt der Westauffahrt werden 15 Kehren durchfahren, wobei eine Abfolge von acht Kehren auf einer Distanz von 800 Metern den bekanntesten Teil des Passes bildet. Die letzten zweieinhalb Kilometer führen auf großteils geraden Straßen auf die Passhöhe.
Die Ostauffahrt von Sospel ist 11,5 Kilometer lang und weist eine durchschnittliche Steigung von 5,7 % auf. Im Gegensatz zur Westauffahrt verläuft sie deutlich gleichmäßiger, wobei die letzten drei Kilometer mit rund 7 % etwas anspruchsvoller sind als jene zu Beginn des Anstiegs. Etwa zur Hälfte der Distanz wird der Col Saint-Jean erreicht, der unterhalb des Fort du Barbonnet liegt. Im mittleren Teil des Anstiegs werden neun Kehren durchfahren.

## Radsport

### Tour de France
Der Col de Braus stand jahrzehntelang fest im Programm der Tour de France. Er war Bestandteil einer von Nizza ausgehenden Schleife durch die Seealpen, der Boucle de Sospel. Sie bestand aus dem Col de Nice, Col de Braus, Col de Castillon und in der Regel der Steigung nach La Turbie. Sie wurde von 1911 bis 1947 bei 26 Austragungen nacheinander befahren. Ohne die Boucle de Sospel wurde der Col de Braus danach noch 1961 und 2024 überquert.
Mit Ausnahme der Jahre 1911, 1912 und 1933 wurde in den Austragungen vor dem Zweiten Weltkrieg ausschließlich die Westauffahrt genutzt. Nach dem Zweiten Weltkrieg wurde 1947 die Westauffahrt als Bergwertung der 2. Kategorie klassifiziert. Im Jahr 1961 galt auch die Ostauffahrt als Bergwertung der 2. Kategorie. 2024 wurde die Westauffahrt des Passes zu Beginn der vorletzten 20. Etappe befahren, ehe die Strecke über den Col de Turini und Col de la Colmiane auf den Col de la Couillole endete.
Als erster Fahrer führte 1911 der Franzose Émile Georget über die Passhöhe. Im Jahr 1913 nutzte der Belgier Philippe Thys die Boucle de Sospel und nahm seinem Landsmann Marcel Buysse das Gelbe Trikot ab. Im Jahr 1933 wurde erstmals eine Bergwertung auf der Passhöhe abgenommen, die sich der Spanier Vicente Trueba sicherte.  2024 erreichte der Spanier Enric Mas als Erster die Bergwertung der 2. Kategorie.
| Jahr | Etappe     | Bergwertung  | Fahrer           | Auffahrt |
| ---- | ---------- | ------------ | ---------------- | -------- |
| 1947 | 10. Etappe | 2. Kategorie | Apo Lazaridès    | West     |
| 1961 | 11. Etappe | 2. Kategorie | Imerio Massignan | Ost      |
| 2024 | 20. Etappe | 2. Kategorie | Enric Mas        | West     |

### Weitere Radrennen
Von 1922 bis 1983 war die o. g. Schleife mit dem Col de Braus Bestandteil des Radrennens Boucles de Sospel.
Auf der 2. Etappe des Giro d’Italia 1955 von Turin nach Cannes wurde der Col de Braus befahren. Erster auf dem Pass war der Italiener Bruno Monti.

### Gedenkstein René Vietto

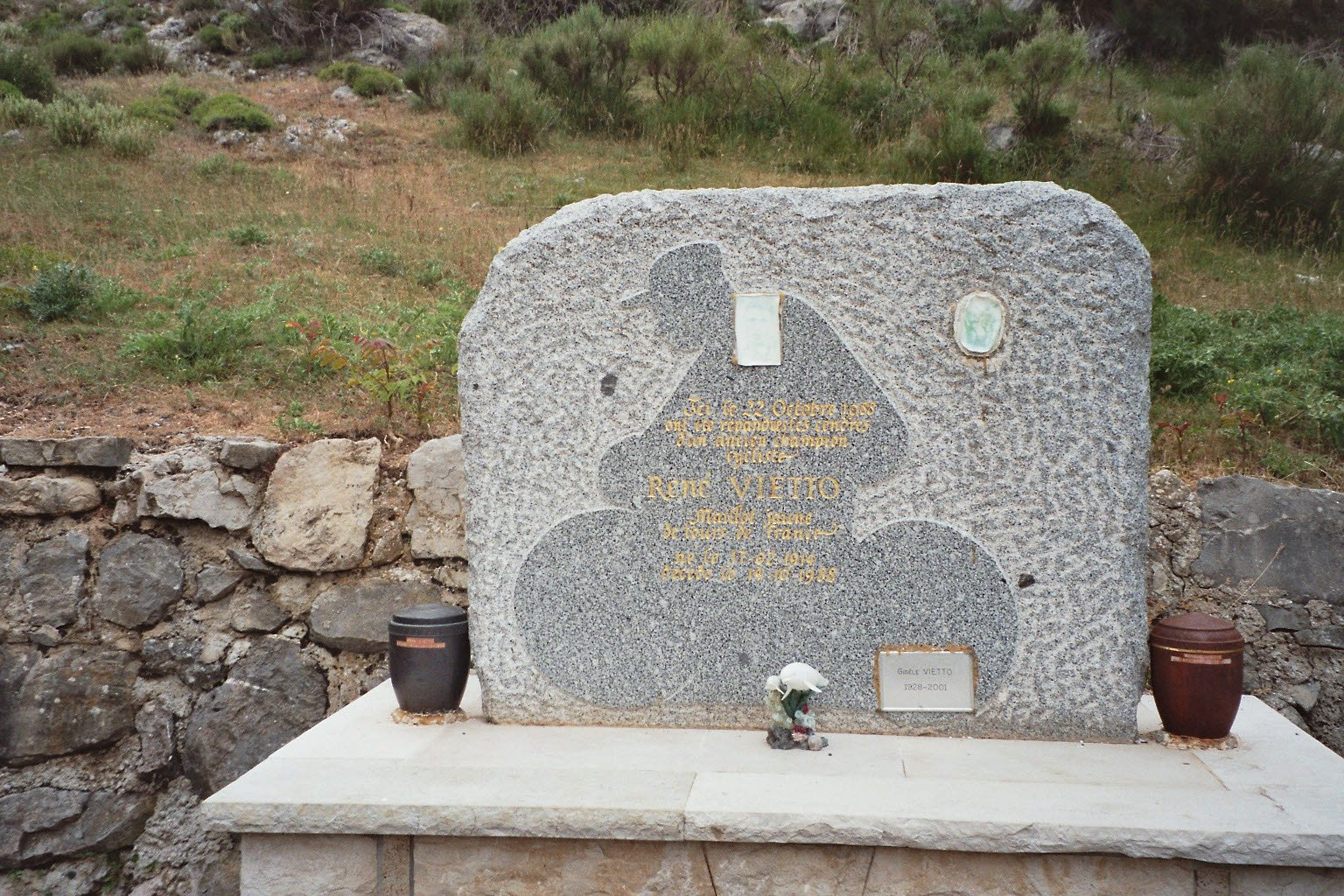
Das Grabmal von René Vietto auf der Passhöhe des

Auf der Passhöhe befindet sich eine Stele zu Ehren von René Vietto, eines in den 1930er und 1940er Jahren populären Radsportlers sowie mehrfachen Trägers des Gelben Trikots der Tour de France. Vietto stammte aus der Gegend, auf seinen Wunsch wurde seine Asche an der Passhöhe verstreut.

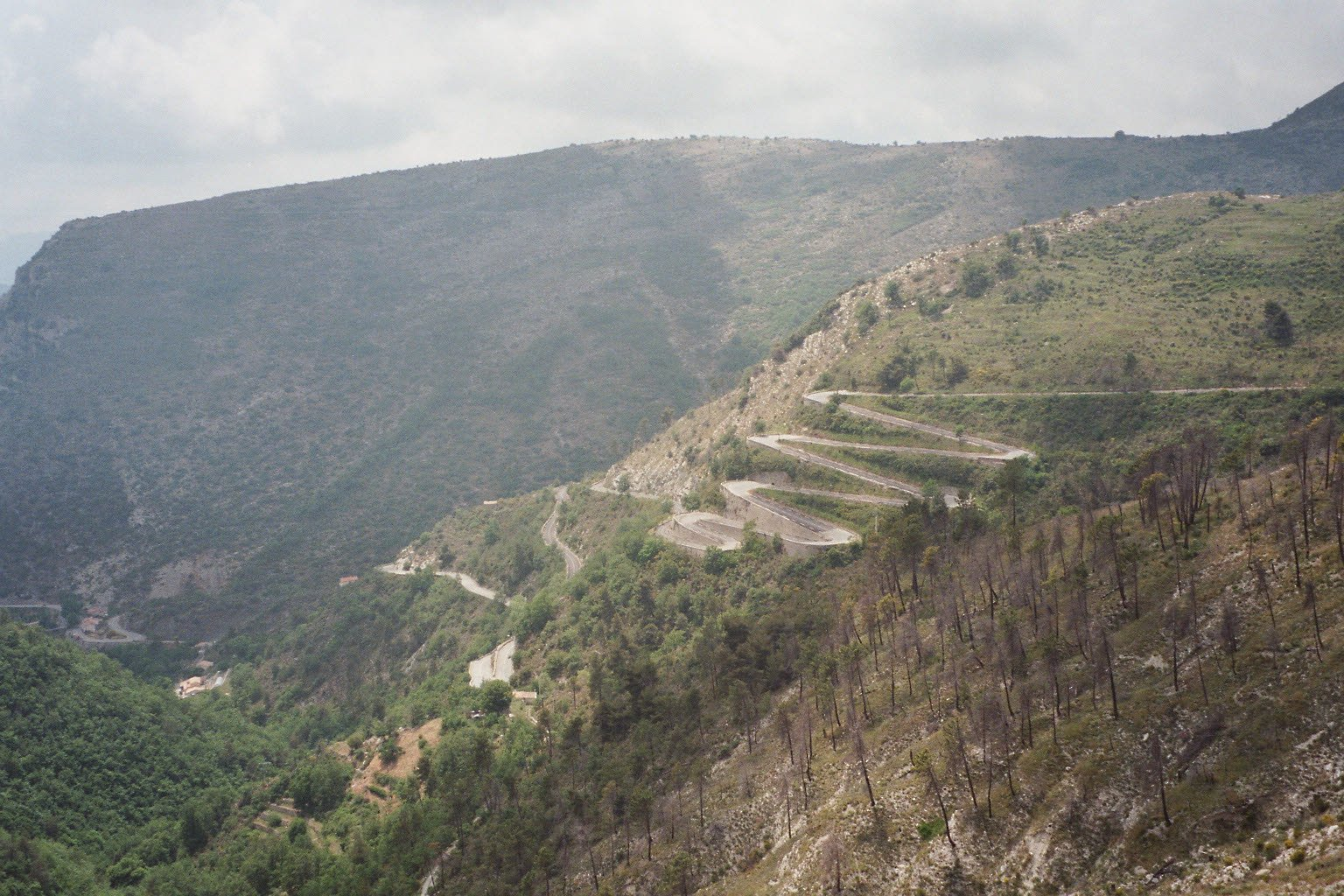
Serpentinenfolge Richtung L'Escaréne
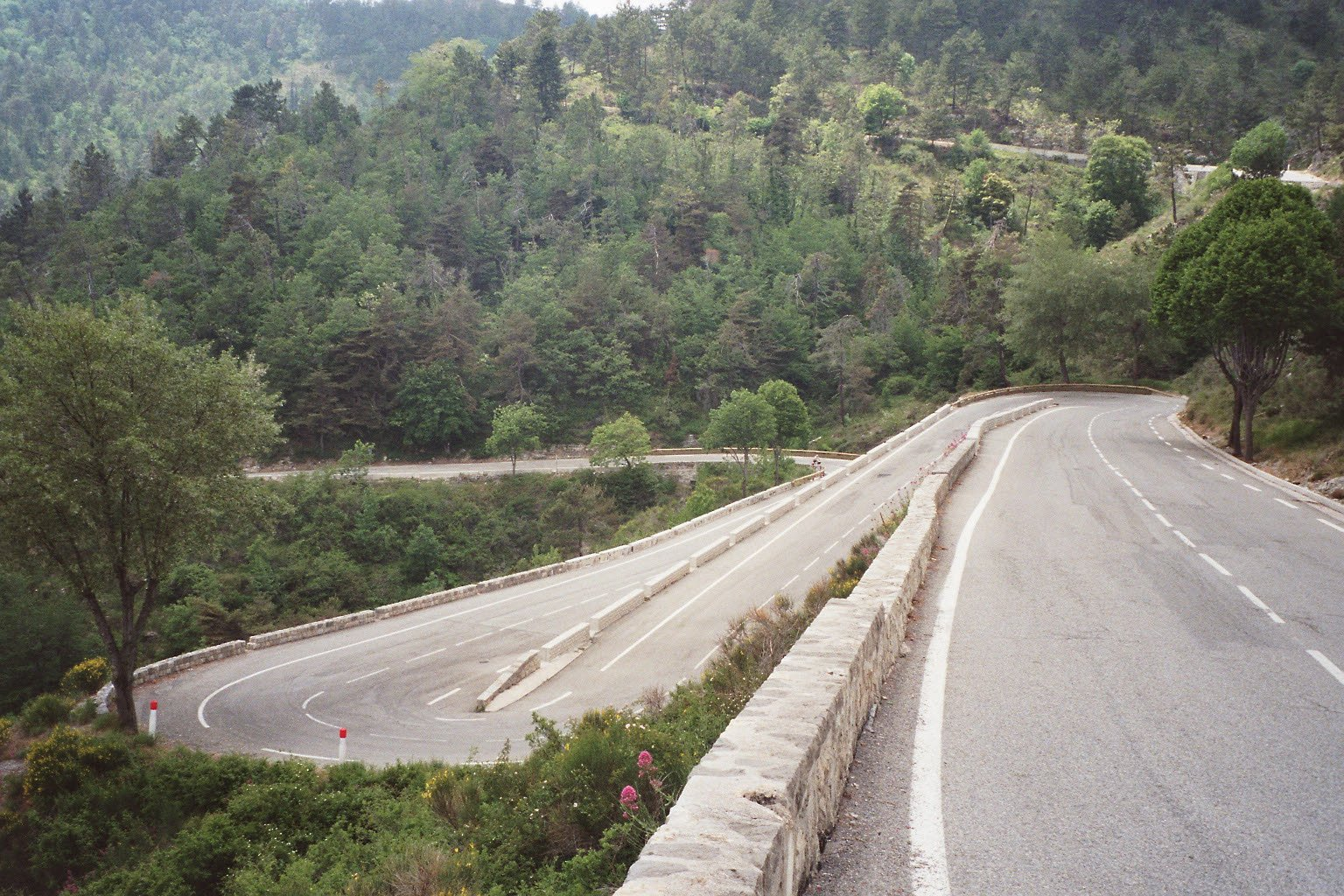
Serpentinenfolge Richtung Sospel
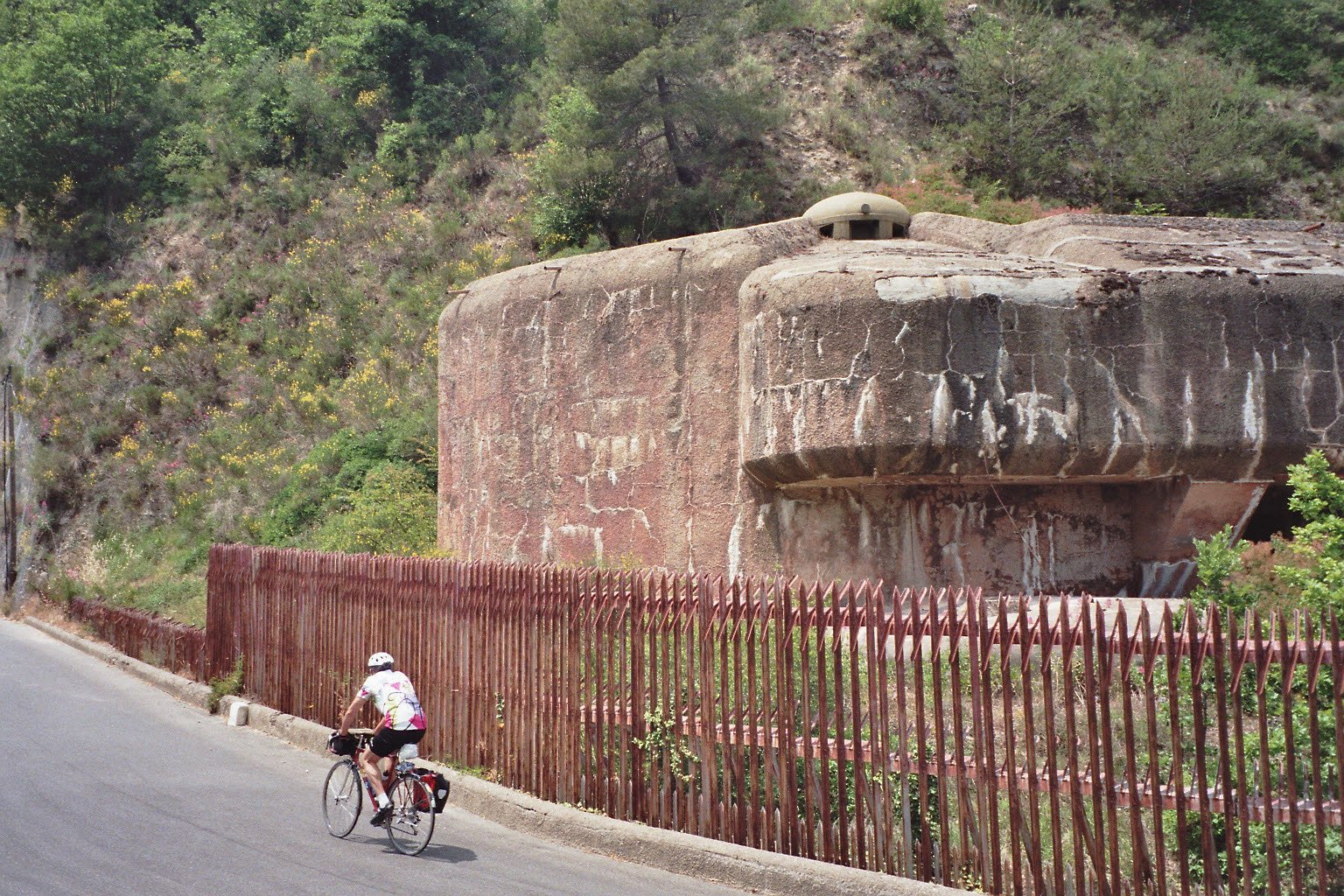
Geschützstellung bei Sospel in der Nähe der französisch-italienischen Grenze